# سیچلاید مایان
سیچلاید مایان با نام علمی Mayaheros urophthalmus که با نام موجارای مکزیکی نیز شناخته می شود گونه ای از سیچلایدها است.

## همچنین ببینید
- لیست گونه های ماهی آکواریومی آب شیرین